# JiCi Lauzon
 (décembre 2018).
Si vous disposez d'ouvrages ou d'articles de référence ou si vous connaissez des sites web de qualité traitant du thème abordé ici, merci de compléter l'article en donnant les références utiles à sa vérifiabilité et en les liant à la section « Notes et références ».
Pour les articles homonymes, voir Jean-Claude Lauzon et Lauzon.
JiCi Lauzon, de son vrai nom Jean-Claude Lauzon, né le 24 juillet 1954 à Terrebonne, est un acteur et humoriste québécois.

## Biographie
JiCi Lauzon commence sa carrière comme comédien en 1973 à Toronto dans une pièce de Robert Gurik, Le Pendu (drame). Il a alors 19 ans. Il fait ensuite quelques tournées au Québec dans différentes troupes de théâtre. Il joue du répertoire Québécois, du théâtre pour enfants et des variétés. Après un séjour à l'Option Théâtre du Cégep Lionel-Groulx en interprétation, il part en Amérique du Sud avec sa guitare en Colombie, en Équateur, aux Îles Galápagos, au Guatemala... 
Son amour des voyages et ses talents de communicateur l’amènent au Club Med où il devient G.O. dans les Bahamas, en Guadeloupe, puis en Grèce. De retour à Montréal, il se monte un joyeux répertoire de chansons qu'il présente dans les cafés-théâtres et les Boîtes-à-chansons du Québec, notamment Aux 2 Pierrots, boîte à chanson mythique du Vieux-Montréal.
Il tente sa chance ensuite en humour alors que sont lancés les désormais célèbres Lundis des Ha! Ha! du Club Soda animés par Ding et Dong. Repêché comme humoriste dans la jeune famille de Juste pour rire, il part en tournée avec le groupe quatuor Les Monstres de l'humour avec entre autres Michel Courtemanche, Claude Doyon et Marcel Racine.
C'est à TQS qu'il obtient une première continuité à la télévision en compagnie de Dany Laferrière, Pierre Brassard et Richard Z. Sirois dans la série humoristique 100 Limite, une quotidienne où les actualités sont parodiées.
Le festival Juste pour rire produira son premier one-man-show Crudités un best of de monologues et de parodies qu'il a accumulé au fil des expériences d'animation et des voyages. Quelques centaines de représentations en tournée dans la Francophonie Canadienne, JiCi remportera le Prix de la presse au Festival du Rire de Rochefort en Belgique (1991). Ce prix viendra avec l'opportunité de présenter son one-man-show pendant trois semaines au Caveau de la République de Paris l'année suivante, puis au Festival du rire d'Aubagne en Provence.
Après sept ans de Galas Juste pour Rire et plusieurs autres prestations télé, JiCi devient l'animateur d'un variétés-show, Métropolis (1990 à 1993) à Radio-Canada : soixante-dix-huit émissions sur trois ans au cours desquelles on présente devant public et en direct des humoristes, des comédiens, des auteurs-compositeurs-interprètes, grands chanteurs et divas de la chanson.
La tournée de son deuxième one-man-show Satire du monde se termine lorsque Jean-Claude Lord lui propose un premier rôle dans la série Jasmine à TVA. On lui proposera plusieurs autres rôles à la télévision dont le plus marquant sera celui du professeur de français Pierre Lacaille de l'École Sainte-Jeanne-d'Arc dans le téléroman populaire de Fabienne Larouche: Virginie à Radio-Canada. Cette série occupera le comédien pendant près de 15 ans.
Ce long contrat lui permettra de retourner à l'université (UQAM) et d'obtenir un Bac et une Maitrise en communication en étudiant durant ses heures libres. Son mémoire questionne les effets pervers du zapping sur le discours des médias et s'intéresse à l'histoire de la conversation humaine.
Viendront durant ces années des contrats au cinéma (Deux Secondes, La Conciergerie des Monstres, Country, De père en flic) ainsi qu'un nouveau rôle: celui de présentateur de magazines documentaires à Historia. Après la série Je m'en souviens, dix documentaires sur l'histoire récente de la société Québécoise, JiCi présentera à l'automne 2007 le magazine télévisé Chasseur de Mystères s’entretenant avec des historiens et des scientifiques au sujet de croyances populaires, d'énigmes et de légendes québécoises. En 2008, toujours à Historia une nouvelle série intitulée Raconte pour voir donne la parole à des conteurs et des conteuses du Québec qui nous parlent de leur métier, nous font découvrir leurs histoires. Puis, dans la série Le Signe secret, on rendra visite à ces sociétés qu'on dit secrètes, il y en aura huit.
Il présente à l’automne 2008 son troisième spectacle-solo, Cordes sensibles, tout en participant pendant cette période en tant que chroniqueur à la radio dans des émissions littéraires — Plus on est de fous plus on lit — et La tête Ailleurs (chroniques documentaires).
Plusieurs spectacles donnés pour la cause de l'eau et de l'environnement l'inciteront à se porter candidat pour le Parti vert du Canada dans la circonscription de Pierre-Boucher—Les Patriotes—Verchères à l'élection fédérale canadienne d'octobre 2015. Lui et son équipe obtiennent le plus haut score Vert francophone au pays avec 8,9% des votes.
C'est en 2016 qu'il compose son premier single Faites-moi une pipeline un blues anti-oléoduc. Justin joint suivra en 2017 pour mettre en évidence les promesses non tenues de Justin Trudeau. En 2019 il écrit et interprète Elle Chante quand il mouille, un single qui traite de l'importance des milieux humides et de l'écosystème.
Le 21 mars 2017 il lance Drôld'r au Capitole de Québec à l'occasion de la journée mondiale de l'eau qu'il présentera dans plusieurs salles en province. 
JiCi Lauzon détient un certificat TEFL-TESOL et enseigne l'anglais aux adultes dans le cadre d'acquisition de compétences de base.

## Carrière

### Spectacles
- Crudités
- Satire du monde
- Cordes sensibles
- Drôld'r

## Filmographie
- 1996-2010 : Virginie (série télévisée) : Pierre Lacaille
- 1996 : Jasmine (série télévisée) : Robert Boudrias
- 1997 : La Conciergerie : Pierre Mercier
- 1998 : 2 secondes : Willie
- 1999 : dans une galaxie près de chez vous (série télévisée) saison 2 épisode 11 :  Zubrus le faux policier
- 2006 : Les Bougon, c'est aussi ça la vie! : Rédacteur Journal
- 2009 : De père en flic
- 2019 : Les Barbares de La Malbaie de Vincent Biron : Bruno, animateur station de radio